# Mount Gerdel
Mount Gerdel är ett berg i Antarktis. Det ligger i Västantarktis. Inget land gör anspråk på området. Toppen på Mount Gerdel är 2 520 meter över havet.
Terrängen runt Mount Gerdel är varierad. Mount Gerdel är den högsta punkten i trakten. Trakten är obefolkad. Det finns inga samhällen i närheten. 